# Hamda bint Ziyad al-Muaddib
 (mars 2025).
Hamda ou Hamdûna bint Ziyād al-Muʾaddib (arabe : حمدة بنت زياد المؤدب ) est une poétesse d'Al-Andalus du XIIe siècle ayant vécu à Guadix. Correspondante du calife almohade Abu Yaqub Yusuf I (1163-1184), elle est une des plus remarquables femmes lettrées du siècle dans le monde islamique occidental avec Hafsa de Grenade, Nazhūn et Wallāda, fille du calife omeyyade Muhammad III (mort en 1025). On la connaît en partie par les quelques lignes qu'écrivit à son propos Ibn Saïd al-Maghribi dans son ouvrage, le Kitāb Al-Mugrib fī ḥulā al-Magrib.